# 柏書房
柏書房（かしわしょぼう）は、日本の出版社。人文学、歴史学や図書館学に関する出版が多い。

## 概要
- 商号 - 柏書房株式会社
- 創業 - 1970年（昭和45年）
- 所在地 - 〒113-0033：東京都文京区本郷2丁目15番13号
- 代表者 - 代表取締役社長：富澤 凡子
- 資本金 - 1,400万円

## シリーズ
- 叢書ラウルス
- パルマケイア叢書
- 本の本